# Roger Bannister
Sir Roger Gilbert Bannister, CH, CBE (* 23. März 1929 in Harrow, Middlesex, Vereinigtes Königreich; † 3. März 2018 in Oxford, Oxfordshire, Vereinigtes Königreich) war ein britischer Mittelstreckenläufer und Neurologe. Ihm gelang es am 6. Mai 1954, als erster Mensch die englische Meile in einer Zeit von unter vier Minuten zu laufen.

## Sportliche Karriere
Roger Bannister hatte erst 1946 mit dem Laufsport begonnen, lief jedoch schon 1948 die 1 Meile in 4:18,7 und 4:17,2 min. Bei den Europameisterschaften 1950 in Brüssel gewann er im 800-Meter-Lauf die Bronzemedaille. Für den 1500-Meter-Lauf der Olympischen Spiele 1952 in Helsinki war er Mitfavorit, jedoch kam es ihm ungelegen, dass wegen der hohen Zahl der Teilnehmer ein Halbfinale eingeschoben wurde. Im Finale verpasste er trotz der britischen Rekordzeit von 3:46,0 min als Vierter um 6 Zehntelsekunden die Bronzemedaille, die an den Westdeutschen Werner Lueg ging. Überraschungssieger wurde der Luxemburger Josy Barthel in 3:45,2 min vor dem zeitgleichen US-Amerikaner Bob McMillen.
Danach setzte er sich das Ziel, als erster Athlet die englische Meile (= 1609 m) in einer Zeit von unter vier Minuten zu laufen. Am 2. Mai 1953 verbesserte er den britischen Rekord von Sydney Wooderson (4:04,2 min, 1945) auf 4:03,6 min, und am 27. Juni lief er 4:02,0 min. Diese Zeit wurde allerdings nicht als britischer Rekord anerkannt, da Bannister unzulässigerweise den überrundeten Chris Brasher als Tempomacher einsetzte.
Aber auch zwei andere Läufer näherten sich in jener Saison dem Meilenweltrekord von 4:01,4 min, den Gunder Hägg 1945 aufgestellt hatte. Der US-Amerikaner Wes Santee lief im Juni 4:02,4 min und der Australier John Landy zum Jahresende 4:02,0 min. In den ersten Monaten des Jahres 1954 blieb Landy drei weitere Male unter 4:03 min.

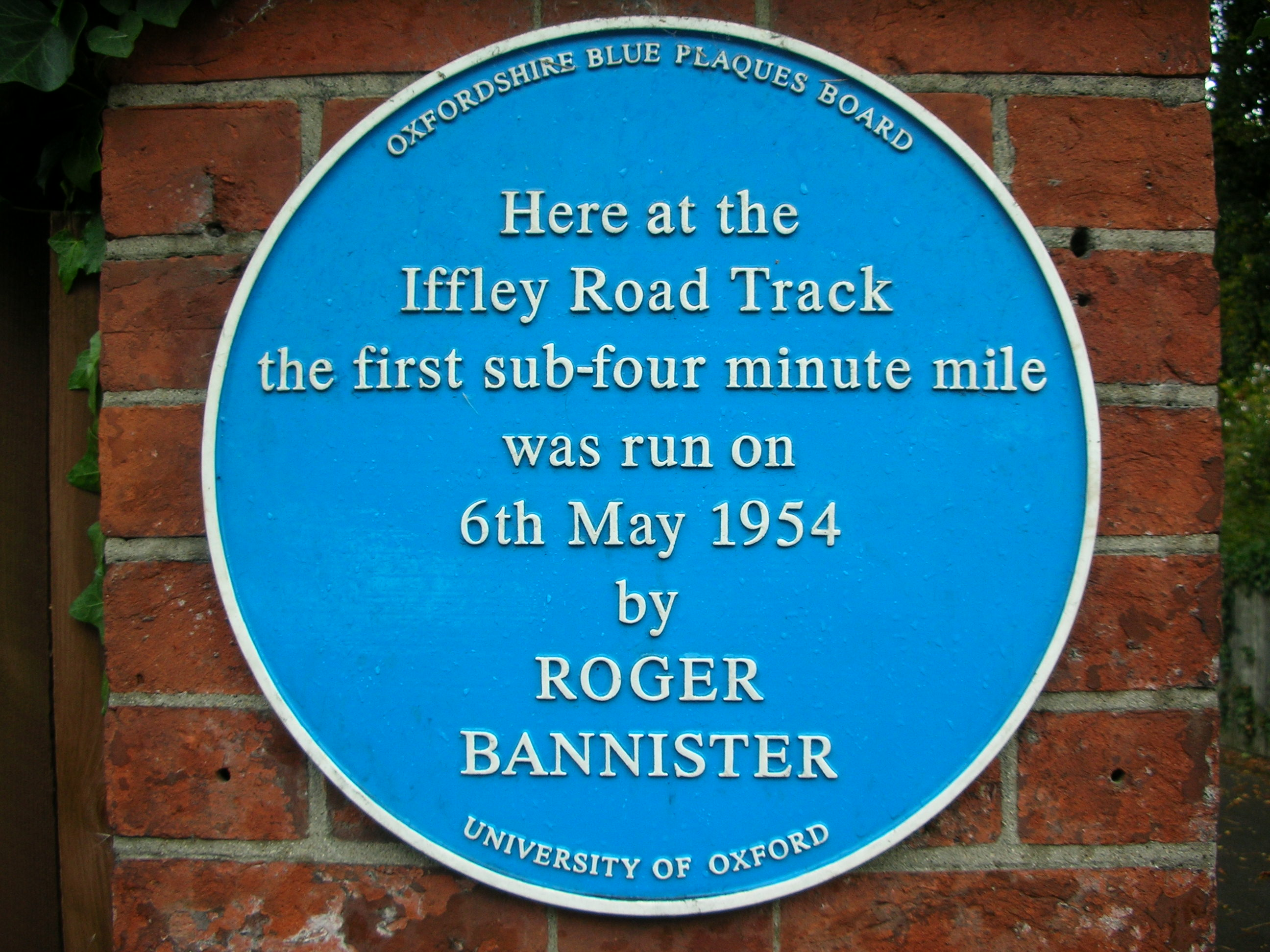
Gedenkplakette an der Iffley-Road-Kampfbahn

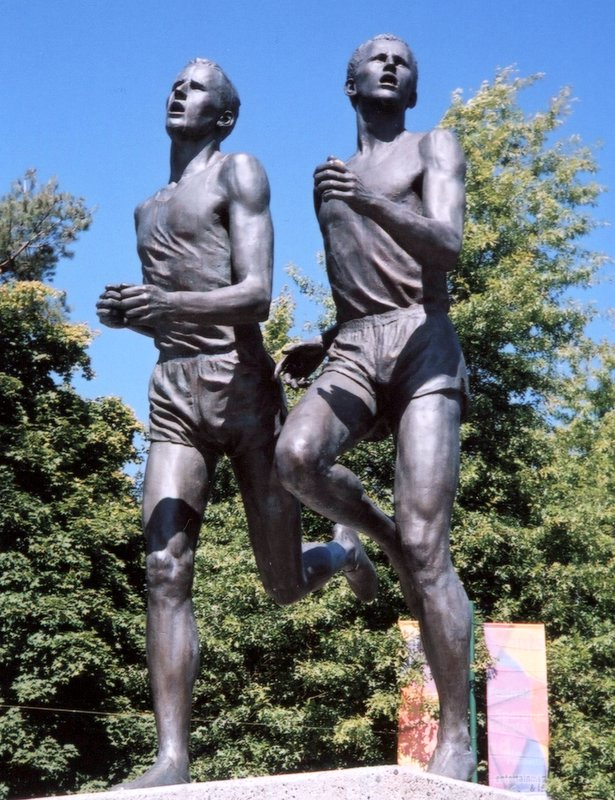
Bannister (links) überholt Landy, Bronzestatue in Vancouver, Kreuzung East Hastings Street/Renfrew Street

Bannister nutzte nun die Pause zwischen der australischen und der europäischen Saison für seinen eigenen Rekordversuch am 6. Mai auf der Leichtathletikanlage der University of Oxford an der Iffley Road. Das Rennen wurde von der BBC live im Radio übertragen, mit Leichtathletiklegende Harold Abrahams als Kommentator. Da das windige Wetter keineswegs optimal für einen Rekordversuch war, spielte Bannister zunächst mit dem Gedanken, den Rekordversuch zu verschieben, entschied sich aber doch für einen Start, als sich kurz vor dem Start um 18:00 Uhr die Windböen beruhigten. Als Tempomacher fungierte zunächst Chris Brasher für die ersten beiden Runden, die in 1:58,2 min zurückgelegt wurden, danach Chris Chataway. In der letzten halben Runde war Bannister auf sich alleine gestellt. Unter Aufbietung aller Kräfte kämpfte er sich ins Ziel und fiel erschöpft in die Arme seines Freundes Nick Stacey. Stadionsprecher Norris McWhirter hatte die Ehre, den Weltrekord zu verkünden: Als er begann, die Zeit zu verlesen, brach beim Wort „Drei“ solch ein Jubel aus, dass der Rest unterging.
Bannisters Weltrekord von 3:59,4 min hatte nur wenige Wochen Bestand. Am 21. Juni unterbot Landy die Marke mit 3:57,9 min (aufgerundet auf 3:58,0 min). Am 7. August trafen beide Athleten beim Meilenlauf der British Empire and Commonwealth Games in Vancouver aufeinander. Nur Bannister, der für England startete, konnte dem Australier folgen, der sich schon in der ersten Runde an die Spitze gesetzt hatte. Den dramatischen Höhepunkt erreichte das Rennen, als in der letzten Kurve Landy über seine linke Schulter zurückblickte und Bannister gleichzeitig rechts an ihm vorbeizog. Bannister siegte in 3:58,8 min, und Landy wurde Zweiter in 3:59,6 min. Zum ersten Mal waren bei einem Rennen über eine Meile zwei Läufer unter vier Minuten geblieben.
Drei Wochen später siegte Bannister bei den Europameisterschaften in Bern in der „metrischen Meile“, den 1500 Metern, in 3:43,8 min. Obwohl er von der Zeitschrift Sports Illustrated zum Sportler des Jahres gewählt worden war, beendete er nach dieser Saison seine leistungssportliche Karriere und konzentrierte sich fortan auf seine medizinische Ausbildung.
Sein Training war eine Mischung aus den besten zu dieser Zeit bekannten Methoden. Es war individualisiert und nahm eine Reihe von Elementen vorweg, die später von Arthur Lydiard erfolgreich eingesetzt wurden.

## Berufliche Karriere
Auch während seiner Karriere als Neurologe blieb er dem Sport in vielen Funktionen erhalten. Von 1971 bis 1974 war er Vorsitzender des Sport Council of Great Britain und 1976 bis 1983 Präsident des Weltrats für Sportwissenschaft und Leibes-/Körpererziehung (ICSSPE). 1955 wurde er mit dem CBE ausgezeichnet. Er war Direktor der Nationalen Klinik für Nervenkrankheiten in London und Herausgeber wissenschaftlicher Zeitschriften auf dem Gebiet der Neurologie. Bannister war von 1985 bis 1993 Master des Pembroke College der Universität Oxford.
Er lief weiter, um sich fit zu halten, bis er sich 1975 bei einem Autounfall den Knöchel brach. Im selben Jahr wurde er von Königin Elisabeth II. zum Ritter geschlagen und erhielt den Titel „Sir“. In einem BBC-Interview im Jahr 2014 enthüllte er, dass er unter der Parkinson-Krankheit litt.

## Persönliche Bestleistungen
- 800 Meter: 1:50,7 min, Brüssel, 1950
- 1500 Meter: 3:42,2 min, Vancouver, 1954
- 1 Meile: 3:58,8 min, Vancouver, 1954

Anmerkung zur 1500-Meter-Bestzeit:
Sie wurde aufgestellt im selben Rennen wie seine Meilenbestzeit. An der 1500-Meter-Marke war – wie damals häufig praktiziert – eine zusätzliche Zeitmessung installiert.